# Ángel Herrera Oria
Ángel Herrera Oria (ur. 19 grudnia 1886 w Santanderze, zm. 28 lipca 1968 w Madrycie) – hiszpański duchowny katolicki, Sługa Boży Kościoła katolickiego, biskup Malagi, kardynał.

## Życiorys
Studiował prawo na Uniwersytecie Salamanca i tam uzyskał licencjat w zakresie prawa w 1905 roku. Dalsze studia kontynuował na Uniwersytecie we Fribourgu (Szwajcaria) w zakresie kościelnych badań w latach 1936–1940. Święcenia kapłańskie przyjął 28 lipca 1940 roku we Fribourgu. Wrócił do Hiszpanii w 1943 roku. Koadiutor parafii Santa Lucía w diecezji Santander w latach 1943–1947. 24 kwietnia 1947 roku otrzymał nominację na biskupa Malagi. Sakrę biskupią przyjął 30 czerwca 1947 roku w parafii kościoła Santa Lucia z rąk abp. Gaetano Cicognani nuncjusza apostolskiego w Hiszpanii. Na konsystorzu 22 lutego 1965 roku papież Paweł VI wyniósł go do godności kardynalskiej z tytułem kardynała-prezbitera S. Cuore di Maria. 19 sierpnia 1966 roku złożył rezygnację z pasterskiego zarządzania diecezją Malaga. Zmarł 28 lipca 1968 roku w Madrycie. Pochowano go w kaplicy św. Rafała katedry w Maladze.